# Marion Lemonnier
Marion Lemonnier, née le 5 septembre 1981 à Saint-Lô, est une musicienne et chanteuse française, multi-instrumentiste, auteure, compositrice, productrice, dont la vie professionnelle se partage entre la France et le Brésil.

## Biographie et parcours
Fille d’un instituteur (également auteur-compositeur-interprète), Marion Lemonnier commence très tôt le piano et le chant. Après un bac option musique, elle poursuit en DEUG de musicologie et d’ethnomusicologie auprès des Universités de Rennes et de Paris Saint-Denis.
En 2001, avec son projet Home Studio Nomade, elle remporte le prix Défi-Jeune du Conseil régional de Basse-Normandie, lequel lui offre l’opportunité de tenter sa chance à l’étranger. Avec l’objectif d’y enregistrer un album, elle choisit le Brésil, où, durant plusieurs années, elle construit et fait connaître sa musique en solo ainsi qu’en collaborant avec de nombreux musiciens lors de concerts et tournées. Elle accompagne notamment des artistes comme  Katia B (pt) (Brésil, Mexique), Furto (banda) (pt) avec Marcelo Yuka (pt) (Brésil), Márcio Montarroyos (Brésil), Wyza (Portugal, France, Brésil), Jam da Silva (pt) (Brésil, Paris, Londres), Luka (pt) (Brésil), Vanessa da Mata (Brésil).
Son premier disque, MaRIOn UM, album de chansons orientées électro-samba, est lancé en 2007 avec une tournée en France et au Brésil,.
Elle crée aussi son propre groupe électro house, Lens KraftOne,  dont l’une des particularités est d’utiliser en concert, à côté d’instruments classiques, des Wiimotes (télécommandes de la console WII de Nintendo),,.
En 2006, elle est engagée par la chaîne de télévision brésilienne TV Globo, pour laquelle, à côté de ses activités artistiques personnelles, elle compose et produit des œuvres musicales exclusives, notamment des génériques, illustrations musicales et musiques de films documentaires,,.
Elle est membre de l'association des compositeurs brésiliens pour l'audiovisuel, Musimagem,,.
En 2011, elle rejoint le Trio Baladão et joue en direct dans l'émission Domingão do Faustão devant plus de 70 millions de téléspectateurs,.
En parallèle, elle compose et met en scène le ciné-concert Chaos Sans Théorie de Léon Louis VEGA (tiré de son film Finding a Horseshoe on the Beaches of Rio ou Caos Sem Teoria),,,,.
En 2012, après dix ans de résidence au Brésil, elle revient s’installer dans sa région natale, en Normandie, tout en poursuivant à distance sa collaboration avec TV Globo.
Son second album, Terres Rouges, sorti en 2014, est le fruit d’une recherche musicale entre le Brésil, la France, l’Afrique et Cuba,,,.

## Récompenses
En 2009, elle remporte le prix Rede Globo de jornalismo pour sa contribution à la série documentaire Darwin 2009 et, en 2012, le prix « Wladimir Herzog » pour sa participation au documentaire Rubens Paiva, uma Historia Inacabada,.

## Filmographie[28]
- 2009 : Darwin 200 anos - Documentarário (2009)[26]
- 2011 : Finding a Horseshoe on the Beaches of Rio
- 2012 : Uma história inacabada - Miriam Leitão - Rubens Paiva[27]
- 2015 : Intolerância
- 2015 : Vício Digital
- 2015 : Morte e Vida Severina, 60 Anos
- 2016 : Vida Corrida
- 2016 : Trans[29]
- 2016 : As condições de conservação dos patrimônios culturais[30].
- 2016 : Fome de Bola[31].
- 2016 : Cartas da Bessarábia[32]
- 2017 : Barriga de Aluguel
- 2017 : Samba na Caixinha
- 2017 : Copan 60 Horas(TV Movie documentary)[33]
- 2017 : Epidemia Silenciosa[34]
- 2017 : A falta de creches públicas no Brasil
- 2017 : Uma semana em Tóquio[35]
- 2017 : Os Novos Velhos
- 2017 : Maconha Medicinal
- 2017 : A polêmica do cultivo da maconha para fins medicinais[36]
- 2017 : Meus 18 anos, de Maíra Donnici[37]
- 2017 : Santo Amaro Era Skatista, de Felipe Martins
- 2018 : Kockdown, de Rafael Norton
- 2018 : Chineses no Brasil, de Roberta Salomone

## Discographie

### Albums solo
- 2007 : maRIOn - Um
- 2014 : Terres Rouges

### Participations
Marion Lemonnier a collaboré, à divers titres, aux albums de plusieurs artistes, notamment :
- 2008 : Jam da Silva – Dia Santo (arrangeuse, musicienne)
- 2008 : Wyza – Bakongo (musicienne)
- 2008 : DJ Dolores – 1 real (chanteuse)
- 2009 : Mauricio Pacheco – Comfusões 1 (musicienne)
- 2009 : Allain Leprest et François Lemonnier – Parol’ de Manchot (musicienne)
- 2010 : Marcos Cunha – Pasti (musicienne)
- 2011 : André Borbé – Les Yeux Plus Grands  (arrangeuse, réalisatrice, musicienne, chanteuse)
- 2013 : Juliano Holanda – A Arte De Ser Invisivel (claviers, co-auteure, chanteuse)
- 2014 : Jam Da Silva – Nord (co-auteur, claviers)
- 2015 : Dj Dolores/Spok/Yuri Queiroga – Frevotron (co-auteure, chanteuse, clavier)[38]
- 2019 : Supernova, premier disque solo (co-auteure)[39]